# Satun
Satun, (thai: สตูล) är en provins (changwat) i södra Thailand. Provinsen hade år 2000 247 875 invånare på en areal av 2 479,0 km². Provinshuvudstaden är Satun.

## Administrativ indelning
Provinsen är indelad 7 distrikt (amphoe). Distrikten är i sin tur indelade i 36 subdistrikt (tambon) och 277 byar (muban). 